# Lied der Partei
Sangen Lied der Partei, også kendt som Die Partei hat immer recht, blev brugt af DDRs statsparti SED som partisang. Det mest kendte og markante er omkvædets første verselinje, som lyder: „Die Partei, die Partei, die hat immer recht“.

## Tyske sangtekst
Lied der Partei
1. vers:
Sie hat uns alles gegeben.

Sonne und Wind und sie geizte nie. 

Wo sie war, war das Leben. 

Was wir sind, sind wir durch sie. 

Sie hat uns niemals verlassen. 

Fror auch die Welt, uns war warm. 

Uns schützt die Mutter der Massen. 

Uns trägt ihr mächtiger Arm.
Refreng:
Die Partei, die Partei, die hat immer recht!
Und, Genossen, es bleibe dabei;
Denn wer kämpft für das Recht,
Der hat immer recht.
Gegen Lüge und Ausbeuterei.
Wer das Leben beleidigt,
Ist dumm oder schlecht.
Wer die Menschheit verteidigt,
Hat immer recht.
So, aus Leninschem Geist,
Wächst, von Stalin geschweißt,
Die Partei – die Partei – die Partei.